# Auguste Giroux
Auguste Paul Almire Giroux  (Châteauneuf-sur-Loiret, Loiret, 29 de juliol de 1874 – Portel-des-Corbières, Aude, 9 d'agost de 1953) va ser un jugador de rugbi francès que va competir a cavall del segle xix i el segle xx. El 1900 va prendre part en els Jocs Olímpics de París, on guanyà la medalla d'or en la competició de rugbi.